# Cajanus reticulatus
Cajanus reticulatus är en ärtväxtart som först beskrevs av Jonas Dryander, och fick sitt nu gällande namn av Ferdinand von Mueller. Cajanus reticulatus ingår i släktet Cajanus och familjen ärtväxter.

## Underarter
Arten delas in i följande underarter:
- C. r. grandifolius
- C. r. maritimus
- C. r. reticulatus